# サンティエ駅
サンティエ駅（―えき、Sentier）は、フランス・パリ2区にあるパリメトロ3号線の駅。

## 歴史
- 1904年11月20日、開業。

## 隣の駅
パリメトロ
■3号線
ブルス駅（Bourse） - サンティエ駅 - レオミュール＝セバストポル駅（Réaumur - Sébastopol）